# Извоаре (Думбрава Рошије)
Извоаре (рум. Izvoare) насеље је у Румунији у округу Њамц у општини Думбрава Рошије. Oпштина се налази на надморској висини од 327 m.

## Становништво
Према подацима из 2002. године у насељу је живело 1203 становника, од којих су сви румунске националности.